# المدرسة المحمدية
المدرسة المحمدية
مدرسة دينية إسلامية أنشأت في قازان أسسها وشيد بنيانها التاجر محمد جان بن بنيامين علييف، من ماله الخاص، وحملت اسمه، وهو والد العلامة عالم جان البارودي وذلك سنة 1300ه‍/1882م،

## سيرة المؤسس
كان محمد جان بن بنيامين التاجر متزوج من السيدة فخر النساء، وله من الأولاد أربعة واشغل ثلاثة منهم في طلب للعلم، فكان أكبرهم (عالم جان البارودي ) ويسمى عالمجان أفندي، الذي اصبح مديراً للمدرسة، والابن الثاني صالحجان أفندي، وهو مدرس في مدرسة إسلامية أخرى في قازان، واخيراً عبد الرحمن أفندي، المدرس في المدرسة المحمدية نفسها.
ورتبت المدرسة على ابدع نظام واحسن ترتيب وقسم طلبتها إلى ثلاثة أقسام

## اقسام المدرسة
- القسم الأول، قسم الفقراء الذين لم يك لهم من مكتسب يعيشون به سوى المسألة فأغناهم عنها وهم يقربون من مائة تلميذ وعين لهم معلمين الأول لتعليم مبادئ القراءة والكتابة، والثاني للصناعة وخصص كل تلميذ يومياً باثنتين وستين بارة ونصف، وهم يقيمون كل يوم أربع ساعات يتعلمون على مرتين ثنتين القرآن الكريم والروايات الدينية والدنيوية والكتابة ومبادئ الصناعات. والنفقات التي تنفق على هؤلاء يقوم بها أغنياء البلدة، منهم من يتكفل بتلميذ واحد، ومنهم باثنين، ومنهم بخمسة، وهكذا فينشأ هؤلاء وقد تلقوا مبادئ القرآءات والصناعات، ويعبدون الله على علم ذوو تربية حسنة تخولهم معرفة التعايش برضاء وهناء.

- القسم الثاني، لتعليم الطبقة الوسطى، وهم يقربون من ثلاثمائة تلميذ، يؤخذ من المستطيع منهم راتب يتفاوت بتفاوت غنى آبائهم وذويهم، فمنهم من يؤدي روبلة واحدة في الشهر، أي أثنى عشر قرشاً وصف صاغاً، ومنهم نصف ذلك المبلغ أو ربعه او ضعفه او أربعة اضعافه إلى عشرة اضعاف، ومنهم من لا يؤخذ منه شئ. ومدة التعليم في هذا القسم سبع سنين، ثلاث ابتدائية وأربع رشدية (تجهيزية) حتى إذا اتمها أصبح لكل منهم الخيار في الاشتغال بالتجارة أو الصناعة أو الزراعة أو غير ذلك مما يصلح لهم أو يدخل الطبقة العالية في المدرسة وهي القسم الثالث منها.

- القسم الثالث، يشمل هذا القسم على نيف وثلاثمائة طالب وزارة يبلغون الأربعمائة وجلهم من البلاد الشاسعة النائية، يقرأون النحو والصرف والمنطق والمعاني والبيان والبلاغة والحساب والحكمة والتاريخ والجغرافية والأصول والحديث والتفسير إلى غير ذلك من انواع العلوم العربية كلها، فيخرج الطالب إماماً او مدرساً في قرية او بلدة.

ولهذا القسم الذي هو الركن الأعظم للمدرسة المحمدية وعليه عشرون مدرساً سوى رئيس المدرسين.
ومدير هذه المدرسة الأستاذ عالمجان أفندي والذي يدرس فيها مرتين في اليوم أيضا.ولكل مدرس منهم درسان أو ثلاثة في اليوم حسب البرنامج (البروغرام) المتفق عليه من هيأة المدرسين، وهذه الهيأة تجتمع خمسة أو ستة أيام متتالية آخر شهر آب (أوغسطس) من كل عام، أي قبيل افتتاح المدارس، وقد تجتمع ايضاً بضع مرات بعد افتتاحه فإذا انتظم عقد الهيأة يعرض الرئيس عليها رأيه كتابة في بيان للعلوم والفنون التي يجب أن تدرس في العام المقبل في المدرسة، وكذلك الطرق التي ينبغي أن تسير عليها في تعاليمها مبينا ذلك مسألة بعد أخرى فتوضع اللائحة موضع للمذاكرة والمداولة فإذا وافقت الهيأة عليها اما بالإجماع أو بالاكثرية يبين الرئيس الكتب التي اقراؤها، فلذلك الهيأة بذلك أيضا ً، ولكل عضو من اعضائها الحرية التامة في بيان الرأي الأصلح والأخذ به، ونبذ غير الموافق منه، فإذا أتمت الهيأة وظيفتها هذه يوضع البرنامج ويسير المدرسين على منهاره السنة كلها، إلا إذا رؤي خلال السنة لزوم لتعديل شيء أو تغييره فيكون بالاتفاق من هيأة المدرسين على ما بينا.

## نفقات المدرسة
اما نفقات هذه المدرسة فبعضها من العقارات الموقوفة عليها من الأغنياء وبعضها يتبرع فيه المحسنون سنوياً، والباقي يجمعه الأستاذ رئيس المدرسة فيديو لناديه أغنياء المنطقة مرة في السنة ويبين لهم حالتها ودخلها وخرجها، فيتبرع كل بما يلهمه الله به. وفي هذا المجتمع ينتخب (خازن المدرسة) ومعاونه ، فالخازن يأخذ ويعطي ويقوم بلوازم المدرسة كلها ويعمر ما اندرس منها ويصلح ما فسد، حتى إذا تمت السنة يعرض حسابه على الهيأة ولا يأخذ تلقاء ذلك أجرة، لا هو ولا معاونه، وهما إنما يكونون من أكابر البلد معروفين بالأمانة والصدق والثراء ويفتخران بهذه الخدمة ويؤثرانها على اشغالهما وتجارتهما، ولا بد أن يزورا المدرسة كل يوم يتفقدان حالتها ونظافتها وحسن تربيتها، ومذاكرة القادم إليها والنازح منها.

## مستشفى المدرسة
ويبحث الخازن ومعاونه ايضاً حالة المرضى من الطلبة ان وجدوا فيها، وينزلون المريض إلى المستشفى المؤسس فيها، ويحضران للطالب المريض الطبيب ان احتاج اليه، ونحو ذلك. وملخص عمل الخازن ومعاونه
هو كل ما يقتضي للمدرسة وطلبتها سوى التعليم والامتحان فهو منوط بالخازن ومعاونه، وكثيراً ما يستشيران رئيس المدرسين أو الهيأة بتمامها إذا رأيا احتياجاً ولزوماً..

## موعد الامتحانات
الامتحان العمومي للمدرسة إنما يكون في شهر مايو من كل عام اي بعد أن يجري إختيار الطلبة مدة شهر فتوقع بطاقات (الدعوة) على ارباب المدارس والمكاتب والعلماء والوجهاء، فيحضر السواد الأعظم منهم.
وكثير من المعلمين ما ينظر إلى الامتحان بعين الانتقاد أو الاستحسان -وفي الانتقاد الصحيح من الفوائد الجمة ما لا يخفى- حتى إذا تم الامتحان وزعت الجوائز على مستحقيها، ثم يجتمع الوجوه من الحضور والاساتذة وغيرهم، فيشكرون الله والباب النعم والخيرات من المدرسين والمحسنين، ثم يتضرع بعضهم إلى المولى تعلى بإخلاص وخشوع ويدعو بالتوفيق والنجاح في من السامعون وبركة هذا الإجتماع يصبح الناس على قلب رجل واحد، فبعد كل منهم النية على عمل شيء ينال فيه رضاء الله أما بتعلم أو تعليم أو وعظ أو تحرير أو تجارة أو صناعة أو زراعة ونحو ذلك، ويهيئون أنفسهم لخدمة الدين ولا يرون في أنفسهم وأموالهم حقاً لهم، بل عباد الله وخدمة لدينه، لا يبذرون في مأكل أو مشرب أو ملبس، ولا يمضون اوقاتهم في اللهو ويعدونها خيانة منهم في حقوق الله واخلالاً بالواجب عليهم.

## أقوال اخرى
وهناك من يقول ان عالم جان البارودي، هو من أنشأ هذه المدرسة الخاصة عام 1883م، واسماها المدرسة المحمدية تيمناً بوالده، والتي أصبحت مدرسة دينية كبيرة ومرموقة في قازان تستخدم طريقة صوتية متقدمة في التدريس منذ عام 1891م.
ويشير الدكتور أمين القاسم وهو باحث مختص في تاريخ المنطقة: إن المدرسة تأسست عام 1882 علي يد الناشط التتري عالم جان بتمويل من والده التاجر (محمد زين) .

## المبنى
ان المبنى مكون من طابق واحد، وفي عام 1901م، أضيف له طابقين، ليصبح ثلاثة طوابق أحدهما خصص لسكن الطلبة.وقبل ذلك وفي العام 1890م، افتتح مبنى اخر بادارة (زوجة مدير المدرسة عالم جان البارودي) كمدرسة خاصة للبنات، تابع للمدرسة المحمدية. وكان للمدرسة أوقاف تتبعها من بيوت وأراضي ومحلات.
بعد الثورة الشيوعية اغلقت المدرسة في عام 1918م، وصودرت ابنيتها، وتحولت إلى مدرسة صناعية. وبعد تفكك الإتحاد السوفيتي وانهيار النظام الشيوعي، افتتحت المدرسة من جديد عام 1993، وتم استخدام جزء من المبنى عام 1994م، ثم استخدم المبنى كاملاً عام 1997م. ما تزال المدرسة قائمة تؤدي دورها في تعليم الإسلام واللغة العربية وإعداد الأئمة والخطباء.